# Brinktyrann
Brinktyrann (Ochthornis littoralis) är en fågel i familjen tyranner inom ordningen tättingar.

## Utseende
Brinktyrannen är en liten tyrann med ljusbrun fjäderdräkt, ett gräddvit ögonbrynsstreck och mörkstjärt. Arten liknar mindre marktyrann, men denna har ljusare buk, vita stjärtkanter och mer upprätt hållning.

## Utbredning och systematik
Fågeln förekommer från södra Guyana till södra Venezuela, norra Bolivia och Amazonområdet i Brasilien.  Den placeras som enda art i släktet Ochthornis och behandlas som monotypisk, det vill säga att den inte delas in i några underarter.

## Levnadssätt
Brinktyrannen hittas uteslutande utmed kanter av floder och sjöar där den ofta ses i par. Fågeln flyger endast korta sträckor utmed flodbanker, tätt intill strandkanten.

## Status
Arten har ett stort utbredningsområde och beståndet anses vara stabilt. Internationella naturvårdsunionen IUCN listar den därför som livskraftig (LC).